# Bottle Pop
Bottle Pop – czwarty singel The Pussycat Dolls z ich drugiego albumu studyjnego Doll Domination. Piosenka została napisana przez Fernando Garibaya, Seana Garretta oraz Nicole Scherzinger i nagrana razem ze Snoop Doggiem. Wydana w Australii i Nowej Zelandii, a w Ameryce Północnej zajęła 88. miejsce na liście  Canadian Hot 100. Pierwszy raz na żywo została zaprezentowana na 2008 Kiis FM Jingle Ball.

## Teledysk
Teledysk do singla był kręcony w styczniu 2009 r. Reżyserem był Thomas Kloss. Akcja rozgrywa się w teatrze. W klipie nie ma Snoop Dogga w odróżnieniu do nagrania z albumu. Cały teledysk trwa 2 min 57 sek. Oficjalna premiera miała miejsce dnia 31 stycznia 2009 r. w programie RAGE. 10 lutego 2009 r. teledysk został dodany na stronie iTunes do ściągnięcia. Wideo uzyskało 5. miejsce na  US iTunes i 10. miejsce na  Kanada iTunes.

## Lista utworów
- Promo CD

1. Bottle Pop (Urban Mix) (Feat. Snoop Dogg & Kardinal Offishall) - 3:02
2. Bottle Pop (Dave Aude Radio Edit) - 3:41
3. Bottle Pop (Dave Aude Club Mix) - 8:31
4. Bottle Pop (Moto Blanco Radio Edit) - 3:09
5. Bottle Pop (Moto Blanco Club Mix) - 6:51
6. Bottle Pop (Moto Blanco Dub) - 6:38
7. Bottle Pop (Digital Dogs Radio Edit) (Feat. Snoop Dogg) - 3:01
8. Bottle Pop (Digital Dogs Extended Mix) (Feat. Snoop Dogg) - 4:05
9. Bottle Pop (Digital Dogs Radio Edit) (Feat. Snoop Dogg & Kardinal Offishall) - 3:01
10. Bottle Pop (Digital Dogs Extended Mix) (Feat. Snoop Dogg & Kardinal Offishall) - 4:05
11. Bottle Pop (Video Edit) - 3:05

- Australian Single

1. Bottle Pop (Album Version) (Feat. Snoop Dogg) - 03:32
2. Bottle Pop (Moto Blanco Club Mix) - 6:52

- Remix Promo CD

1. Bottle Pop (Urban Mix) (Feat. Snoop Dogg & Kardinal Offishall) - 3:00
2. Bottle Pop (Digital Dogs Extended) - 4:04
3. Bottle Pop (Moto Blanco Club Mix) - 6:52
4. Bottle Pop (Dave Aude Club Mix) - 8:32

- UK Single

1. Bottle Pop (Urban Mix)
2. Bottle Pop (Dave Aude Radio Mix)
3. Bottle Pop (Dave Aude Club Mix)
4. Bottle Pop (Moto Blanco Radio)
5. Bottle Pop (Moto Blanco Club)
6. Bottle Pop (Moto Blanco Dub)
7. Bottle Pop (Digital Dog Radio w- Snoop Dogg)
8. Bottle Pop (Digital Dog Extended w- Snoop Dogg)
9. Bottle Pop (Digital Dog Radio w- Snoop Dogg & Kardinal Offishall)
10. Bottle Pop (Digital Dog Extended w- Snoop Dogg & Kardinal Offishall)
11. Bottle Pop (Video Edit)

### Wersje
- Album Version
- Radio Edit
- No Rap Edit
- Instrumental
- Album Version z Devolo (Australisian Remix)*
- Video Edit**
- Video Edit 2***

Wyjaśnienie
- * - Utwór wyciekł do internetu, oficjalnie nigdy nie wydany 

- ** - Oryginalna wersja wideo, oficjalnie nigdy nie wydany

- *** - Wersja wideo wydana na Bottle Pop CD Single razem z dodatkowym męskim wokalem 

## Listy przebojów
| Lista przebojów (2008/2009)   | Najwyższa pozycja |
| ----------------------------- | ----------------- |
| Australian ARIA Singles Chart | 17                |
| Australian ARIA Urban Chart   | 5                 |
| Billboard Hot Dance Club Play | 1                 |
| Bułgaria Singles Top 40       | 36                |
| Canadian Hot 100              | 88                |
| Nowa Zelandia Singles Chart   | 17                |
| Global Dance Tracks           | 12                |